# Indomarengo
Indomarengo là một chi nhện trong họ Salticidae.